# Virginia Ramponi

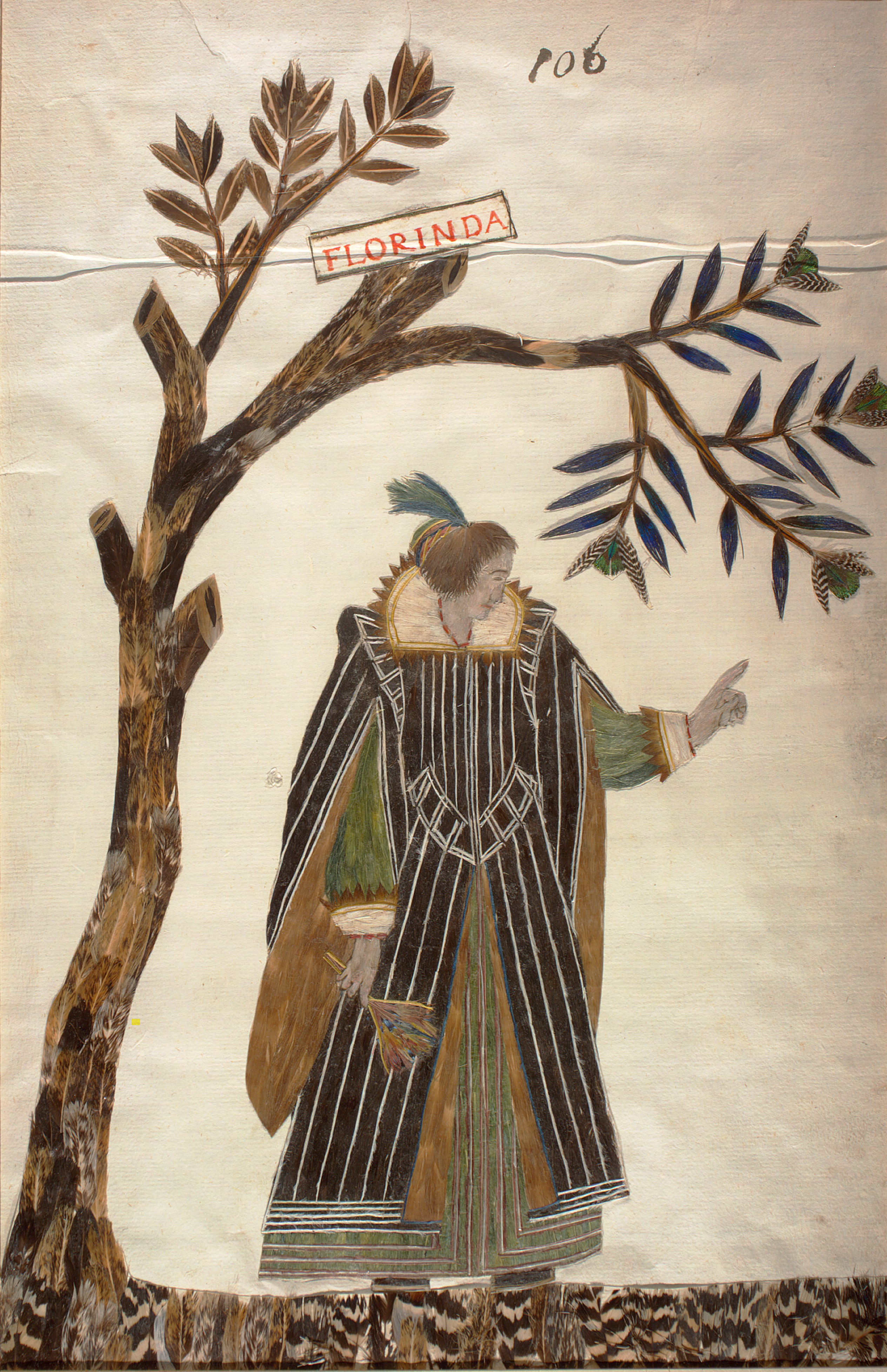
Florinda by Minaggio tavola 106

Virginia Andrea Ramponi, även känd som Florinda Ramponi, född 1583, död 1630, var en italiensk skådespelare, kompositör, poet och sångerska. 
Hon var särskilt känd for sin tolkning som Arianna i pjäsen med samma namn av Monteverdi (1608) och sin prestation i Lamento, som blev en stor succé. Hon beskrivs som en artist av stor intellektuell förmåga. Hon uppträdde vid franska hovet 1613–1614, turnerade återigen i Frankrike 1621–1625 och i Prag och Wien 1627–1628. Hon avled antingen i Wien 1628 eller i pesten 1630. 
Hon gifte sig 1601 med skådespelaren Giovanni Battista Andreini (1579–1654), som var son till Isabella Andreini och direktör för Comici fedeli, där Ramponi var engagerad som prima donna innamorata; maken var senare gift med Virginia Rotari.